# Selvitsa tenofa
Selvitsa tenofa är en insektsart som beskrevs av Young 1977. Selvitsa tenofa ingår i släktet Selvitsa och familjen dvärgstritar. Inga underarter finns listade i Catalogue of Life.